# Копальня Нгауха
Копальня Нгауха (Ngawha) — колишнє гірничодобувне підприємство на Північному острові Нової Зеландії.
В 1870-му у Нгауха виявили наявність кіновару — мінералу ртуті, а на 1890-ті роки припала перша невдала спроба організації розробки, яку здійснила одна з британських компаній. Є відомості про існування розвідувальної шахти, що була покинута після досягнення глибини 9 – 12 метрів та до 1907-го затоплена водою.
У 1928-му відомий британський хімічний концерн Imperial Chemical Industries (ICI) заснував компанію Kaikohe Developments, що придбала землю та отримала гірничу ліцензію для розробки родовища Нгауха. В межах проекту здійснили значні вкладення у кар’єр, канатні дороги для транспортування руди та фабрику з вилучення ртуті. Рудник почав свою діяльність та зміг вилучити 20 тонн ртуті, проте зустрівся з певними технічними проблемами. На тлі падіння рінку в умовах всесвітньої світової кризи це призвело в 1931 році до рішення про закриття копальні та демонтаж обладнання.